# إساءة معاملة الأطفال وإهمالهم
 إساءة معاملة الأطفال وإهمالهم  هي مجلة علمية اجتماعية متعددة التخصصات تراجع شهرياً من قبل الزملاء وتغطي مجال حماية الأطفال. تأسست في عام 1977 وهي المجلة الرسمية للجمعية الدولية لمنع إساءة معاملة الأطفال وإهمالهم.